# Dammen (Tjällmo socken, Östergötland)
Dammen är en sjö i Motala kommun i Östergötland och ingår i Motala ströms huvudavrinningsområde. Sjöns area är 0,02 kvadratkilometer och den är belägen 104 meter över havet.